# マギー・テイト
デイム・マギー・テイト（Dame Maggie Teyte DBE 1888年4月17日 - 1976年5月26日）は、イングランドのソプラノ歌手。出生名はマーガレット・テイト（Margaret Tate）。オペラとフランス歌曲を得意とした。

## 幼少期
テイトはイングランドのウルヴァーハンプトンに生を受けた。10人きょうだいで、父はワインと酒精の商い、および宿屋、後には下宿の経営で成功を収めたジェイコブ・テイトである。両親は熱心なアマチュア音楽家であり、オペラファンであった。兄には作曲家のジェームズ・ウィリアム・テイトがいる。1898年に一家はロンドンに居を移し、テイトは同市スノウ・ヒルのセント・ジョゼフ修道院付属学校に通い、その後は王立音楽院で学んだ。

## キャリア
1903年に父が他界し、テイトは翌年にパリへ移って高名なテノール歌手であるジャン・ド・レシュケに弟子入りした。1906年の初舞台ではレイナルド・アーンの指揮により『フィガロの結婚』からケルビーノ、『ドン・ジョヴァンニ』からツェルリーナを歌った。1907年2月1日にはプロとしてのデビューをモンテカルロ歌劇場で飾っており、パデレフスキとの共演で『ミリアムとダフネ』（オッフェンバックの『ダフニスとクロエ』をアンドレ・ブロックが編曲したもの）からティルシスを演じた。翌週には同じくモンテカルロ歌劇場でツェルリーナを歌っている。

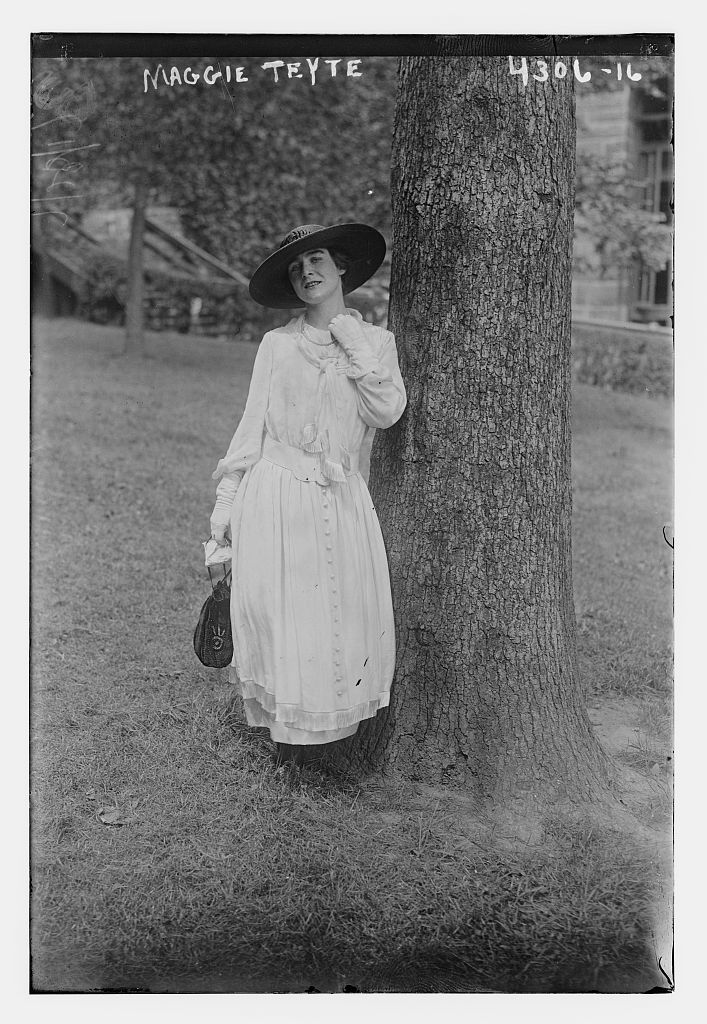
1917年のテイト。

フランスでは彼女の苗字は間違って発音されることが多く、テイトはパリのオペラ＝コミック座に入団するにあたり綴りをTateからTeyteへと変更した。小さい役柄をいくつか演じた後、ドビュッシーの『ペレアスとメリザンド』で初演のメリザンドを務めたメアリー・ガーデンの後任を務めるという大役がまわってきた。『ペレアスとメリザンド』の稽古のために彼女はドビュッシー本人に教えを請うた。管弦楽付きでドビュッシーがピアノ伴奏し、公開演奏で歌ったのはテイトただ一人である。1910年にトーマス・ビーチャムがロンドンでのシーズンにテイトをケルビーノ、メリザンデ、そして『後宮からの誘拐』のブロンデ役に抜擢した。早くから歌うことで成功を収めたにもかかわらず、彼女が主要オペラハウスでの地位を築くのは容易ではなかった。代わりにアメリカ合衆国へ渡ったテイトは1911年から1914年にかけてはシカゴ・グランド・オペラ・カンパニーで、1914年から1917年にはボストン・オペラ・カンパニーと舞台を重ね、フィラデルフィアなどで歌ったがニューヨークには行かなかった。ただし、1918年にはマンハッタンのパーク・シアターでヘンリー・ハドリーのオペラ『ビアンカ』の初演でタイトル・ロールを歌っている。1919年にイギリスへと帰国し、プリンス・シアターでアンドレ・メサジェのオペレッタ『ムッシュー・ボーケール』の初演においてレディー・メアリー・カーライル役を演じた。1921年にカナダの富豪であったウォルター・シャーウィン・コッティンガムと再婚して半引退状態となったが、1930年にメリザンドとプッチーニの『蝶々夫人』のタイトル・ロールを演じている。

### 後半生
テイトはキャリアの再興に難儀し、ミュージックホールやロンドンのヴィクトリア・パレスでのバラエティー・ショー（週に24公演）に出演することになってしまっていた。1936年にアルフレッド・コルトーの伴奏によるドビュッシーの歌曲の録音が注目を集めた。彼女はイングランドやアメリカ合衆国では当代を代表するフランス歌曲の歌い手であるとの名声を獲得するようになり、録音は取り戻された彼女の名声にとって重要な要素であり続けた。1936年から1937年にかけてはロイヤル・オペラ・ハウスで『ヘンゼルとグレーテル』、グルックの『オルフェオとエウリディーチェ』のエウリディーチェ、『蝶々夫人』の蝶々夫人を歌った。1938年から1939年にはワーグナーの『ニュルンベルクのマイスタージンガー』から無分別なエファに加え、デ・グリュー役のヘドル・ナッシュとの共演でマスネの『マノン』の英語版の放送公演に出演している。戦間期にもオペレッタや音楽喜劇に出演していた。
1948年にニューヨークデビューを果たしたテイトは、市庁舎でのリサイタルに続いてニューヨーク・シティー・センター・オペラでの『ペレアスとメリザンド』公演の舞台に上がった。1951年まで録音とオペラ出演を続け、ロンドンのマーメイド・シアターにおいてパーセルの『ディドとエネアス』のベリンダ役を最後にオペラの舞台を退いた（ディド役はキルステン・フラグスタート）。最後となるコンサート出演は1956年4月22日のロイヤル・フェスティバル・ホールで、テイト68歳のときであった。晩年は後進の指導に力を注いだ。1976年にロンドンで88年の生涯を閉じている。

## 私生活
- ミュージックホールで人気を博したロティ・コリンズ（英語版）はテイトのきょうだいであるジェームズと1902年に結婚しており、義理の姉妹にあたる。
- 1909年に一人目の夫である、フランスの弁護士ウジェーヌ・ド・プリューモンと結婚した。2人は1915年に離婚している。2度目の結婚はバーガー塗装会社のウォルター・シャーウィン・コッティンガムとで、こちらも1931年に離婚という結末を迎えている。
- 第二次世界大戦中、テイトはフランス国民解放委員会（英語版）が後援する演奏会シリーズで歌唱を披露しており、これによってフランスへの貢献に対する金のロレーヌ十字章を授与されている。
- 1958年に大英帝国勲章のデイムに列せられた。
- 1958年に自叙伝『Star on the Door』を出版した。

## 後世への影響
音楽家慈善基金（英語版）はテイトの名前を冠した賞を設けている。2000ポンドのマギー・テイト賞は3000ポンドのミリアム・リセット奨学金と併せて、30歳未満の女性歌手へと贈られている。受賞者にはロイヤル・オペラ・ハウスのフレンズ・オブ・コヴェント・ガーデンと共同でのリサイタルの機会が提供される。